# جورج کاندیلیس

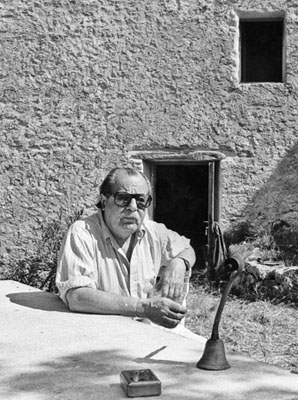
جورج کاندیلیس

جورج کاندیلیس (یونانی: Γεώργιος Κανδύλης؛ باکو، امپراتوری روسیه، ۲۹ مارس ۱۹۱۳ - پاریس، ۱۰ مه ۱۹۹۵) یک معمار و شهرساز یونانی-فرانسوی بود.

## زندگی
جورج کاندیلیس در سالهای ۱۹۳۱ تا ۱۹۳۶ به عنوان معمار در دانشگاه فنی ملی آتن آموزش دیده بود و در دسامبر ۱۹۴۵، به همراه بسیاری دیگر از روشنفکران یونان در سفر Mataroa، به فرانسه نقل مکان کرد.

## کار
کاندیلیس از تعدادی از پروژه‌هایی که وی در طراحی آن‌ها با الکسیس جوزیک و شادراک وودز مشارکت کرده‌است، از جمله لو میرایل، تولوز و کاریر سنترال در کازابلانکا ، شهرت کسب کرد.
کاندیلیس همچنین عضو مؤسس تیم ۱۰ بود.

## فهرست کتب
- یورگن جودیکی، کاندیلیس، یوزیک، وودز ، دانشگاه‌های علوم دبیرستان و ایتارابیسم، و غیره. آیرولز، ۱۹۶۸.
- پیر گرانوود، «ژرژ کاندیلیس» در Dictionnaire des Architects , etd. Encyclopædia Universalis-Albin Michel, 1999, p. 166-168.
- ماسیمیلیانو ساوررا، ایل مدیترانهو در هر تاتی . Georges Candilis e il turismo per il Grande Numero، در A. Maglio , F. Mangone , A. Pizza (a cura di) , Immaginare il Mediterraneo. Architettura , arti، عکاسی، Artstudiopaparo، ناپولی ۲۰۱۷، صص ۲۳۵–۲۴۵ - شابک ‎۹۷۸-۸۸-۹۹۱۳۰۴۸۰